# Yang Hui
En aquest nom xinès, el cognom és Yang.
Yang Hui (xinès simplificat: 楊輝; xinès tradicional: 杨辉; pinyin: Yáng Huī; nom de cortesia: Qianguang, 谦光), va ser un matemàtic xinès del segle xiii durant l'última dinastia Song.

## Vida
Res es coneix de la seva vida, a part del que diu a les seves obres en les quals cita els noms del seu mestre (Liu I) i dels seus col·legues, dels que res es coneix. Probablement fou un funcionari de la cort imperial, encara que el to didàctic de les seves obres fan pensar que estigués al càrrec de les classes de matemàtiques.

## Obra
Les seves obres matemàtiques són les següents:
- Xiangjie Jiuzhang Suanfa (Anàlisi detallat dels mètodes dels Nou Capítols),
- Jiuzhang Suanfa Zuanlei (Reclasificació del mètodes matemàtics dels Nou Capítols: En aquests dos llibres recull 246 problemes, agrupats en dotze capítols, il·lustrant els mètodes emprats en el llibre clàssic xinès de matemàtiques: Els nou capítols de les arts matemàtiques,[4]
- Yang Hui Suanfa (Mètodes de càlcul de Yang Hui). Compost per tres llibres: Cheng Chu Tongbien Suanbao (Preciosa calculadora de multiplicacions i divisions), Tianmu Bilei Chengchu Jiefa (Regles pràctiques de l'aritmètica) i Xu Gu Zhaiqi Suanfa (Continuació dels antics mètodes matemàtics per elucidar les propietats estranyes dels nombres). Aquesta obra recull el que esdevindria popular en l'estudi de les matemàtiques, especialment pel que es refereix en les operacions aritmètiques,[5] i va promoure el desenvolupament i la utilització de l'àbac.[6]

També va escriure dues obres que s'han perdut:
- Xiangjie Suanfa (Anàlisi detallat del mètodes de còmput) i
- Riyong Suanfa (Mètodes aritmètics d'ús quotidià).

Una de les idees més originals que es troben en el Yang Hui Suanfa és el mètode de resolució dels sistemes d'equacions lineals, la resolució dels quals fa a través del que avui anomenaríem el càlcul del determinant de la matriu dels seus coeficients.